# Mana (woreda)
Pour les articles homonymes, voir Mana.
Mana ou Mena (en oromo : Maannaa) est un woreda de l'ouest de l'Éthiopie situé dans la zone Jimma de la région Oromia. Il a 146 675 habitants en 2007 et son centre administratif est Yebu.
Limitrophe de la ville de Jimma, Mana est entouré dans la zone Jimma par les woredas Limmu Kosa, Kersa, Seka Chekorsa et Gomma.
Le centre administratif du woreda, Yebu, se trouve une vingtaine de kilomètres au nord-ouest de Jimma sur la route en direction de Bedele,.
Le recensement national de 2007 fait état pour le woreda d'une population totale de 146 675 habitants dont 3 % de citadins.
Yebu qui a 4 393 habitants en 2007 est la seule agglomération recensée.
La plupart des habitants du woreda (90 %) sont musulmans, 8 % sont orthodoxes et 1 % sont protestants.
En 2022, la population du woreda est estimée à 208 014 personnes avec une densité de population de 420 personnes par km2 et 495 km2 de superficie.